# Міроші
Міроші (рум. Miroși) — село у повіті Арджеш в Румунії. Входить до складу комуни Міроші.
Село розташоване на відстані 91 км на захід від Бухареста, 50 км на південь від Пітешть, 90 км на схід від Крайови, 147 км на південь від Брашова.

## Населення
За даними перепису населення 2002 року у селі проживали 1687 осіб, усі — румуни. Усі жителі села рідною мовою назвали румунську.